# حسرت (فیلم ۱۳۵۴)
حسرت فیلمی به کارگردانی نظام فاطمی و نویسندگی نظام فاطمی، مهدی فخیم زاده محصول سال ۱۳۵۴ ایران است.

## خلاصه داستان
علی (رضا بیک ایمانوردی) مباشر دایی اش (احمد قدکچیان) و سرپرست کارخانهٔ او است. دختر دایی اش شهلا (پرستو)، که سبک سر است، به او علاقه دارد و پسر دایی اش ایرج (گرشا رئوفی)، که دایم‌الخمر است، به او وابسته است. ایرج شبی در عالم مستی با اتومبیل پیرمردی را زیر می‌گیرد و علی و دایی اش، موقعی که به عیادت پیرمرد می‌روند، با دختر او مریم (سپیده) آشنا می‌شوند و او را به عنوان منشی در کارخانه استخدام می‌کنند. علی و مریم به هم علاقمند می‌شوند و شهلا برای دورکردن مریم از علی ایرج را سر راه مریم قرار می‌دهد. ایرج اعتیادش را ترک می‌کند، و علی برای خوشبختی او وانمود می‌کند که به مریم بی علاقه است. ایرج و مریم ازدواج می‌کنند؛ اما ایرج که نسبت به رابطهٔ همسرش با علی بدگمان است مریم را مضروب می‌کند و وقتی او قصد جان علی را دارد، ناغافل، با شلیک گلوله ای خودش کشته می‌شود. علی، که در مظان اتهام است، با شهادت شهلا آزاد می‌شود و با مریم زندگی جدیدی را آغاز می‌کند.

## بازیگران
- رضا بیک ایمانوردی
- سپیده
- پرستو
- گرشا رئوفی
- احمد قدکچیان
- نعمت‌اله گرجی
- محمد ورشوچی
- مهران
- مسعود چم آسمانی
- نریمان شیری فرد
- رضا غیاثی
- محمد عطایی
- نصرت دستمردی